# Leviny Ernő
Leviny Ernő (Szepesszombat 1818 – Castlemaine 1905) magyar származású ausztrál aranyműves, ékszerész.

## Életpályája
Tanulmányait Pesten végezte. 1840 és 1843 között mint vándorlegény beutazta Európát. 1843-ban letelepedett Párizsban. 1846-ban tovább utazott Londonba itt Frederick Bööcke baltikumi származású műkereskedővel közös ékszerekkel és ötvösművészettel foglalkozó vállalkozásba kezdett. A szabadságharc után Londonba menekült forradalmárokkal jó kapcsolatot ápolt és lehetőségéhez képest üzlettársával együtt segített nekik. 1852-ben az ausztráliai aranymezők felfedezésének hírére eladta üzleti részesedését az így kapott pénzből bányászati gépeket vásárolt és Ausztráliába hajózott. Frederik Bööcke Leviny távozása után is fenntartotta magyar kapcsolatait.
Leviny 1853 februárjában érkezik Ausztráliába. Megérkezését követően Leviny azonnal a Forest Creek-i aranymezőkre utazott és Mount Alexander-nél (ma Castlemaine) aranybányászként dolgozott. Hamarosan rájött, hogy eredeti szakmájában lényegesen sikeresebb lehet.
1854-ben Castlemaine-ben Leviny megalapította az első ékszer- és órás üzletét. 1855-ben már három alkalmazottal dolgozott. 1855 és 1860 között Leviny két jelentős ötvös művet készített. Egy Arany tintatartót piros gumi alapon és egy Ezüst kupát.
Ezek az alkotásokat széles körű elismerést hoztak az alkotójuknak. Az alkotásokról sokat írtak, és különböző gyarmati kiállításokon, köztük az 1862-es Londoni Nemzetközi Kiállításon számos kitüntetéssel és éremmel jutalmazták őket.

## Családja
Leviny Ernőnek az első felesége és az első házasságából született gyermeke korán meghalt 1864 feleségül vette Bertha Hudsont aki 10 gyermeket szült 1865 és 1883 között. Négy fiút: Louis, Alfred, Ernest és Francis, valamint hat lányt
Mary, Ilma, Beatrice (Kate), Gertrude, Bertha (Dorothy) és Hilda. Négy fiú közül kettő öt éves kora alatt meghalt. A Leviny lányokat arra ösztönözték, hogy foglalkozzanak művészettel. Különböző művészeti területeken alkottak úgy mint festészet, a fafaragás, a ötvösmunkák, a fényképezés és kézimunka.
A lányok mindegyike kreatív volt és sikeres..
- Hilda hímzésre szakosodott. Három alkotását mutatták be az 1907-es első ausztrál női alkotói kiállításon[5], köztük egy háromrészes kézzel hímzett és rátétezett paravánt, ez most is látható a Budán villában.[6]
- Gertrude fafaragásban volt sikeres[7]
- Kate a fotózásban
- Dorothy képzőművészeti és fotóművészeti díjakat nyert,[8]